# Hadrotarsus yamius
Hadrotarsus yamius là một loài nhện trong họ Theridiidae.
Loài này thuộc chi Hadrotarsus. Hadrotarsus yamius được Jia-Fu Wang miêu tả năm 1955.